# Evangelische Kirche (Srokowo)
Die Evangelisch-Augsburgische Kirche in Srokowo (deutsch Drengfurth) ist ein Bauwerk aus dem Jahre 1937. Bis 1945 diente es als Kapelle der römisch-katholischen Pfarrei Rastenburg (polnisch Kętrzyn) in Ostpreußen und ist heute Filialkirche der evangelisch-lutherischen Pfarrkirche in Kętrzyn (deutsch Rastenburg) in der polnischen Woiwodschaft Ermland-Masuren.

## Geographische Lage
Srokowo liegt in der nördlichen Mitte der Woiwodschaft Ermland-Masuren an der Omet. Bis zur Kreisstadt Kętrzyn (Rastenburg) sind es etwa 20 Kilometer in südwestlicher Richtung. Durch den Ort verläuft die Woiwodschaftsstraße 650, die Stara Różanka (Alt Rosenthal) bei Kętrzyn mit Węgorzewo (Angerburg) und Gołdap (Goldap) verbindet.
Der Standort der Kirche befindet sich am südwestlichen Ortsrand an der ulica Łąkowa.

## Kirchengebäude
Im Jahre 1937 entstand in Drengfurth eine Kapelle. Ihr Bau erfolgte im Auftrag der römisch-katholischen Pfarrei St. Katharina in Rastenburg, die sich durch den Bau eine gottesdienstliche Entlastung für den Nordosten der damals sehr weitflächigen Parochie erhoffte. 
Es entstand ein einschiffiges nach Osten orientiertes Gebäude mit vorgelegtem Westturm. Granitsteine bildeten das Baumaterial für das Langhaus und auch – bis zur Firsthöhe – für den Turm, im oberen Teil Ziegel.
Das Gebäude weist eine neuromanische Architektur auf.
Das Innere der Kirche wird durch ein Tonnengewölbe überdeckt. Den schlicht gehaltenen Altar überragt ein großes Kreuz an weißgetünchte Altarwand. Den Altarraum trennt ein Lettner vom Kirchenschiff. Rechts vom Altar befindet sich die ebenfalls protestantisch-schlichte Kanzel unmittelbar an der Außenwand der Kirche.
Seit 1945 ist das Gotteshaus eine evangelische Kirche, was zu baulichen Veränderungen in der Innenausstattung führte.

## Pfarr- / Kirchengemeinde

### Katholisch
In Drengfurth lebten vor 1945 nur sehr wenige Katholiken. So waren etwa im Jahre 1925 von den 1603 Einwohnern im Stadtgebiet lediglich 15 katholischer Konfession. Unweit der damaligen Kapelle liegt noch heute der frühere katholische Friedhof.
Die Pfarrei St. Katharina mit der Drengfurther Kapelle war bis 1945 in das Dekanat Masuren II (Amtssitz: Johannisburg) im damaligen Bistum Ermland eingegliedert.
Als sich in Kriegsfolge 1945 die konfessionelle Struktur in Drengfurth änderte, wurden die dortigen beiden Gotteshäuser zwischen den Konfessionen getauscht: kam die bisher evangelische Pfarrkirche an die Katholiken, so erhielten die Protestanten die bisher katholische Kapelle.

### Evangelisch
Seit der Reformation war die – in vorreformatorischer Zeit gegründete – Kirche in Drengfurth lutherisch geprägt. Die überwiegende Mehrzahl der Einwohner des weitflächigen Kirchspiels war ihr zugehörig. Flucht und Vertreibung der einheimischen Bevölkerung reduzierten bis 1950 die Zahl der evangelischen Einwohner auf nahezu Null. Die Übernahme der vorher katholischen Kapelle erfüllte den Wunsch nach einem Gotteshaus der evangelischen Kirche in Srokowo mehr als genug. So konnte hier über die Jahrzehnte hinweg wieder evangelisch geprägtes gottesdienstliches Leben entstehen. Die pfarramtliche Versorgung erfolgt von der Pfarrei in Kętrzyn innerhalb der Diözese Masuren der Evangelisch-Augsburgischen Kirche in Polen.